# Cyrtodactylus paradoxus
Espèce
Synonymes
- Gonydactylus paradoxus 
Darevsky & Szczerbak, 1997

Cyrtodactylus paradoxus est une espèce de geckos de la famille des Gekkonidae.

## Répartition
Cette espèce est endémique de Phú Quốc dans la province de Kiên Giang au Viêt Nam.

## Description
C'est un gecko nocturne et terrestre.

## Publication originale
- Darevsky & Szczerbak, 1997 : A new gecko of the genus Gonydactylus (Sauria: Gekkonidae) with a key to the species from Vietnam. Asiatic Herpetological Research, vol. 7, p. 19-22 (texte intégral).